# Yunshan (sockenhuvudort i Kina, Jiangsu Sheng, lat 34,70, long 119,37)
Yunshan är en sockenhuvudort i Kina. Den ligger i provinsen Jiangsu, i den östra delen av landet, omkring 300 kilometer norr om provinshuvudstaden Nanjing. Antalet invånare är 13 777. Befolkningen består av 6 557 kvinnor och 7 220 män. Barn under 15 år utgör 14,0 %, vuxna 15-64 år 78 %, och äldre över 65 år 6,0 %.
Runt Yunshan är det tätbefolkat, med 709 invånare per kvadratkilometer. Närmaste större samhälle är Zhongyun, 6,7 km sydost om Yunshan. Trakten runt Yunshan består till största delen av jordbruksmark.
Genomsnittlig årsnederbörd är 1 098 millimeter. Den regnigaste månaden är juli, med i genomsnitt 341 mm nederbörd, och den torraste är januari, med 10 mm nederbörd.